# (304) Olga
(304) Olga – planetoida z pasa głównego asteroid okrążająca Słońce w ciągu 3 lat i 266 dni w średniej odległości 2,4 j.a. Została odkryta 14 lutego 1891 roku w Obserwatorium Uniwersyteckim w Wiedniu przez Johanna Palisę. Nazwa planetoidy pochodzi od imienia siostrzenicy/bratanicy Friedricha Argelandera, niemieckiego astronoma.